# East Cowton
East Cowton est un village et une paroisse civile du Yorkshire du Nord, en Angleterre.